# Rafael Castejón Gómez
Rafael Castejón Gómez (València, 1895 - Barcelona, 1984) fou dirigent esportiu vinculat al basquetbol.
Va ser directiu del club Joventut Valenciana i de l'Atlas Club i president de la Federació Catalana de Basquetbol del 1941 i fins al 1954. El seu mandat va destacar pel seu caràcter ferm i emprenedor, i va aconseguir que sorgissin equips a tots els racons de Catalunya,coincidint, a més, amb un espectacular domini dels equips catalans en el Campionat d'Espanya masculí, amb deu títols consecutius entre 1941 i 1950 (sis del FC Barça, dos del Laietà, un del Joventut i un del RCD Espanyol) i també amb el de la primera Lliga estatal oficiosa que es va jugar el 1946 i que va guanyar l'equip blaugrana. El 1954 va ser nomenat president honorari de la Federació Catalana i durant uns anys va ser també delegat a Catalunya de la Federació Espanyola de Basquetbol.